# Scinque rugueux
Tiliqua rugosa
Espèce
Synonymes
- Trachydosaurus rugosus Gray, 1825
- Trachysaurus peronii Wagler, 1833
- Brachydactylus typicus Smith, 1834
- Trachydosaurus asper Gray, 1845

Le Scinque rugueux, Tiliqua rugosa, est une espèce de sauriens de la famille des Scincidae.

## Répartition
Cette espèce est endémique d'Australie. Elle se rencontre dans le sud de l'Australie-Occidentale, au Queensland, dans le Sud de l'Australie-Méridionale, en Nouvelle-Galles du Sud à l'exception des régions côtières, et au Victoria.

## Description

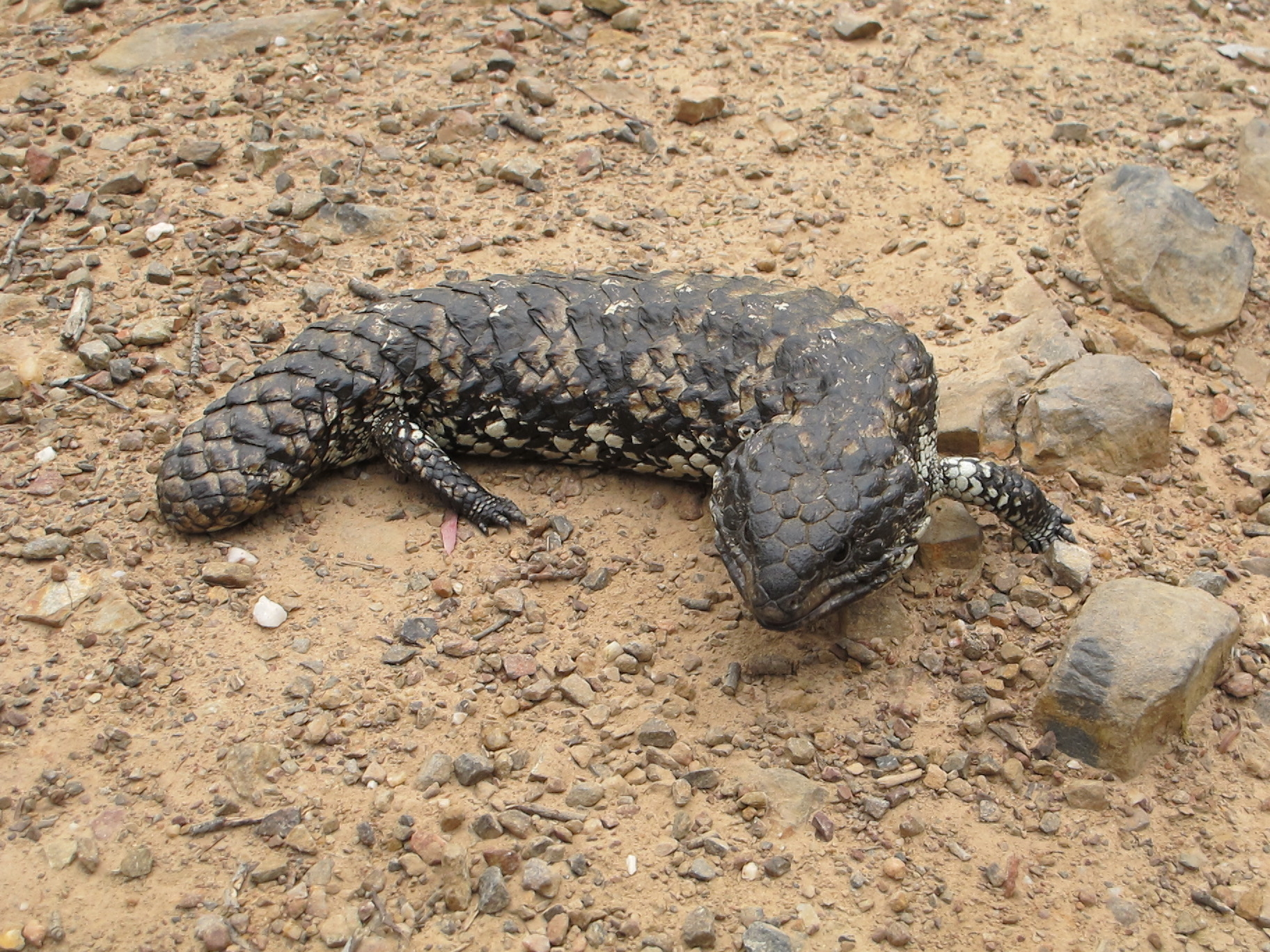
Tiliqua rugosa asper

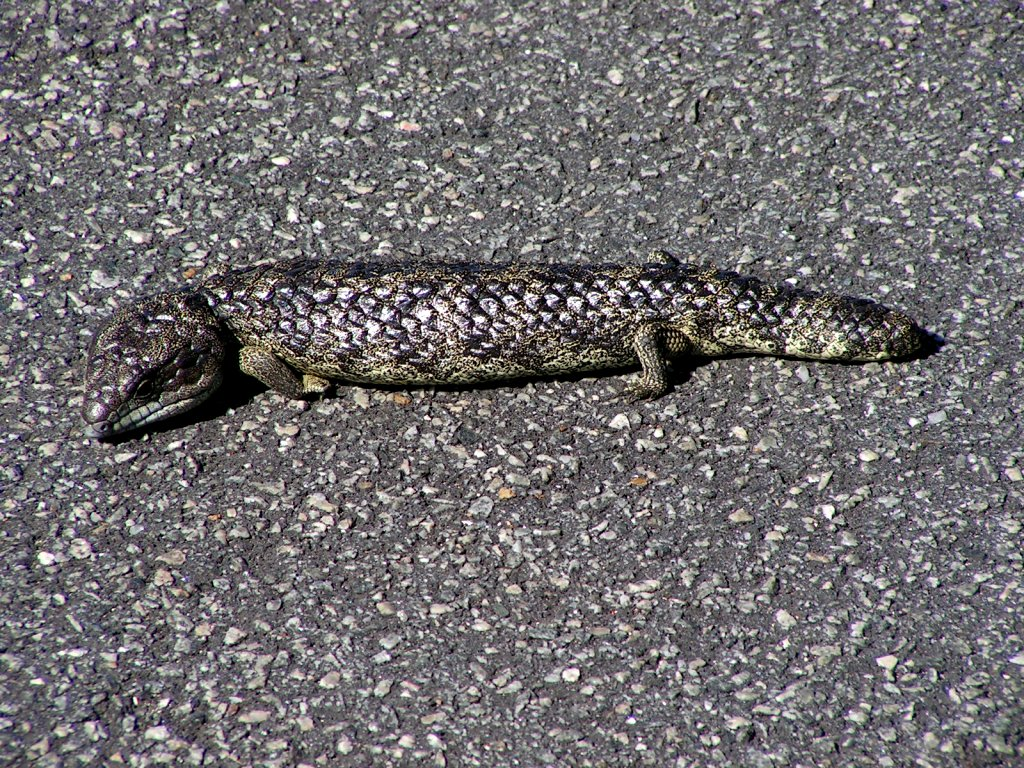
Tiliqua rugosa konowi

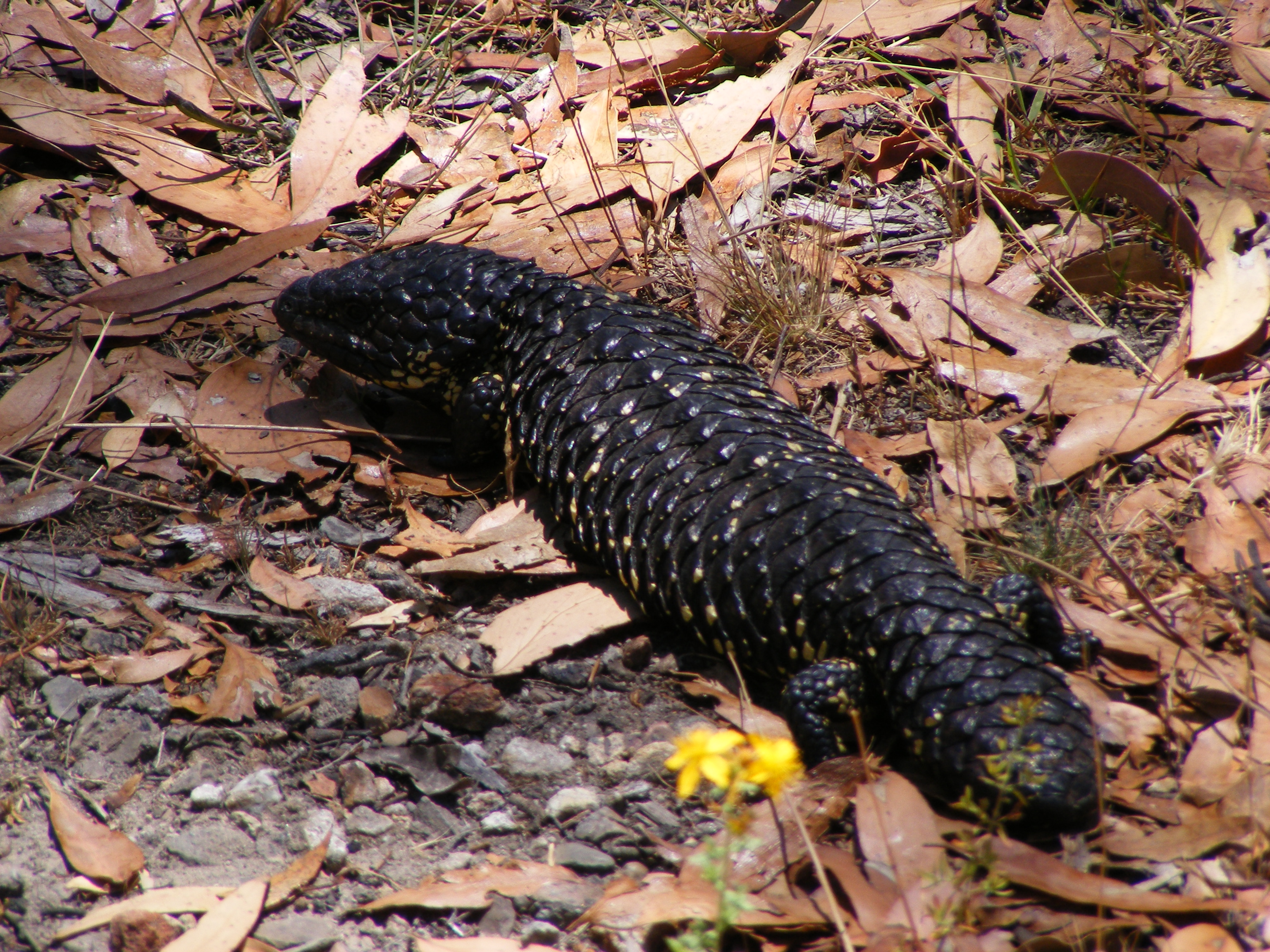
Tiliqua rugosa mélanique

Les spécimens mesurent de 45 à 65 cm de long et sont de couleur variée, allant du gris au brun ou au marron. La queue est courte et épaisse, ressemblant à la tête, ce qui est peut-être un mimétisme destiné à tromper les prédateurs, tels les uraètes ou les dingos. Elle contient les réserves de graisse de l'animal, utilisées durant l'hibernation. Ce sont des omnivores qui consomment diverses plantes et de petits invertébrés.
Les femelles donnent naissance à un ou deux petits par ovoviviparité.

## Liste des sous-espèces
Selon The Reptile Database (13 décembre 2012) :
- Tiliqua rugosa asper (Gray, 1845) - Australie orientale
- Tiliqua rugosa konowi Mertens, 1958 - île Rottnest
- Tiliqua rugosa palarra Shea, 2000 - Australie-Occidentale (Baie Shark)
- Tiliqua rugosa rugosa (Gray, 1825) - Australie occidentale

## Publications originales
- Gray, 1825 : A synopsis of the genera of reptiles and Amphibia, with a description of some new species. Annals of Philosophy, sér. 2, vol. 10, p. 193-217 (texte intégral).
- Gray, 1845 : Catalogue of the specimens of lizards in the collection of the British Museum, p. 1-289 (texte intégral).
- Mertens, 1958 : Neue Eidechsen aus Australien. Senckenbergiana Biologica, vol. 39, p. 51-56.
- Shea, 2000 : Die Shark-Bay-Tannenzapfenechse Tiliqua rugosa palarra subsp. nov. in Hauschild, Hitz, Henle, Shea &Werning, 2000 : Blauzungenskinke. Beiträge zu Tiliqua und Cyclodomorphus. Natur und Tier Verlag (Münster), no 287, p. 157-160.